# NGC 5621
NGC 5621 – gwiazda potrójna znajdująca się w gwiazdozbiorze Wolarza. William Herschel skatalogował ją 30 stycznia 1784 roku w swoim katalogu obiektów mgławicowych. Dwie gwiazdy mają jasności 16m, a trzecia 19m. Na pozycji z katalogu Williama Herschela nie ma żadnego obiektu, pozycja podana przez Johna Herschela zgadza się z typowym błędem z pozycją tej gwiazdy.